# Meister der Neudenauer Apostelgruppe

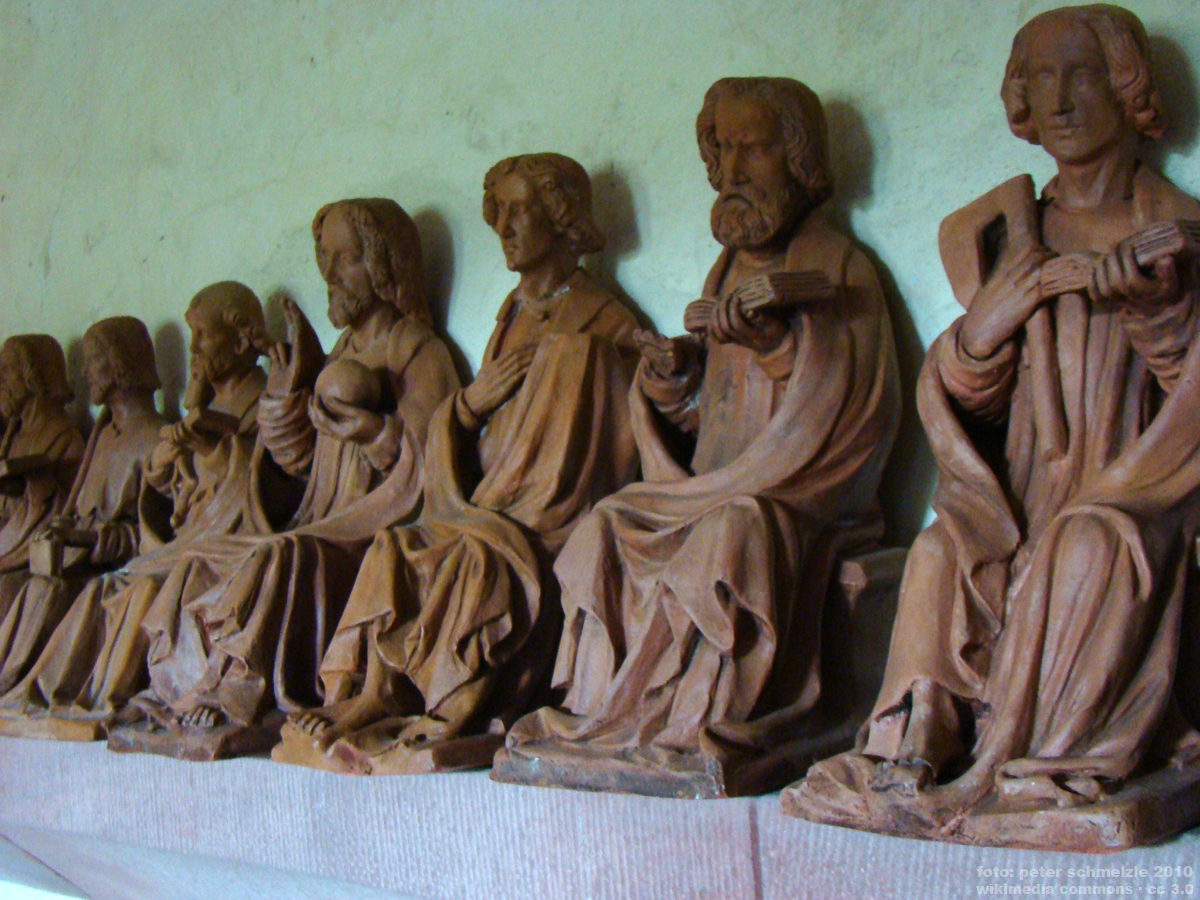
Apostelgruppe, 15. Jahrhundert, Gangolfskapelle Neudenau (Kopie)

Als Meister der Neudenauer Apostelgruppe wird manchmal ein Künstler bezeichnet, der im 15. Jahrhundert die Tonfiguren von Jesus mit den Aposteln aus der Gangolfskapelle in Neudenau (Landkreis Heilbronn, Baden-Württemberg) geschaffen hat. Stilistisch gehören die Figuren zum Weichen Stil und sind eines der wenigen erhaltenen Beispiele von aus Ton gefertigten religiösen Figuren im deutschsprachigen Raum des Mittelalters. Sie sind wahrscheinlich um 1420 entstanden.
In Nürnberg ist ein weiteres Beispiel solcher Tonkunst der Gotik zu sehen, die Arbeit des ebenfalls namentlich nicht bekannten Meisters der Nürnberger Apostel.